# Solco interlabiale
Nell'anatomia femminile i solchi interlabiali sono delle piccole parti della vulva che separano le facce delle grandi labbra e delle piccole labbra.